# جیمز هریسون
جیمز هریسون (به انگلیسی: James Harrison) (زادهٔ ۲۷ دسامبر ۱۹۳۶ – درگذشتهٔ ۱۷ فوریهٔ ۲۰۲۵)، که به عنوان مردی با بازوی طلایی نیز شناخته می‌شود، یک اهداکننده پلاسمای خون از استرالیا بود.
از ترکیب غیرعادی پلاسمای خون وی برای ساختن فراورده‌ای خونی برای درمان بیماری آر.اچ. (ارهاش، Rh) استفاده می‌شد. وی در طول بیش از ۶۰ سال و هر ۳ هفته یک بار خون اهدا کرد. تخمین زد می‌شود جیمز هریسون جان بیش از ۲٫۴ میلیون بچه را نجات داده است.

## زندگی شخصی و مرگ
هریسون از تاریخ نامعلومی تا زمان مرگش در سال ۲۰۰۵ با باربارا لیندبک، یکی از اهداکنندگان خون از زادگاهش جونی ازدواج کرد. آنها دختری به نام تریسی داشتند که از طریق او صاحب دو نوه به نام‌های جارود و اسکات شدند. تزریق‌هایی که حاوی کمک‌های مالی هریسون بود، بعداً روی تریسی زمانی که او از اسکات باردار بود و بار دیگر بر روی همسر جارود، ربکا، در دوران بارداری‌اش استفاده شد، با جارود گفت: «خیلی جالب است که بخشی از او به برادرم رفت و بعد از آن بخشی از او به مادرش رفت. نوه‌ها.»

در ۱۷ فوریه ۲۰۲۵ هریسون هنگام خواب در آسایشگاه دهکده‌های شبه جزیره در ساحل یونیما درگذشت. او ۸۸ سال داشت.